# 고관영
고관영(1981년 12월 7일 ~ )은 대한민국의 축구 선수이며 포지션은 센터백이다.